# Nudaria punctata
Nudaria punctata là một loài bướm đêm thuộc phân họ Arctiinae, họ Erebidae.